# علی‌اکبر حکیم شوشتری
علی اکبر حکیم شوشتری سیاست‌مدار و مدیر ارشد اجرایی ایرانی بود، که در دوره بیست و دوم مجلس شورای ملی بعنوان نماینده شوشتر از استان خوزستان در مجلس شورای ملی حضور داشت.